# Muriel Brandt
Muriel Brandt (1909, Belfast, hoy Irlanda del Norte - 1981, Dublín, Irlanda) fue una artista norirlandesa. 

## Biografía
Estudió en la Belfast College of Art y en la Royal College of Art en Londres, donde fue elegida Asociada del "Royal College of Art" (ARCA) en 1937. 
Se casó y se instaló en Dublín, viviendo principalmente en Sutton, Dublin, pintando decoraciones de muros, retratos, paisajes, tanto en acuarela como óleo.
Recibió encargos de pintar retratos de muchos y notables dublineses, entre ellos Sir Alfred Chester Beatty. También pintó los paneles en la Iglesia franciscana de Adán y Eva, en Merchant's Quay, Dublin.
Su hermana también era artista, Ruth Brandt.

## Honores

### Membresías
- 1962: elegida en el Royal Hibernian Academy (RHA).[3]